# Сталь (Бжеґ)
Бжезьке футбольне товариство «Сталь» Бжеґ (пол. Brzeskie Towarzystwo Piłkarskie Stal Brzeg) — польський футбольний клуб з Бжеґа, заснований у 1967 році. Виступає у Третій лізі. Домашні матчі приймає на Міському стадіоні, місткістю 2 000 глядачів.